# Johann von Hinwil
Johann von Hinwil († zwischen 1470 und 1481) war ein Benediktiner und Abt des Klosters Reichenau (1454–1464).
Johann von Hinwil war das vierte von fünf Geschwistern aus der Ehe von Hermann III. von Hinwil (1375–1454) und Margaretha von Breitenlandenberg (1375–1445), wohnhaft im Zürcher Oberland. Er trat vermutlich zwischen 1433 und 1436 in das Reichenauer Kloster ein und wurde ab 1436 oder 1452/53 Konventuale. Vor 1454 hat er die Priesterweihe empfangen und war vermutlich Dekan. Zu seinen Pfründen zählte die Propstei Schienen (1452–1453) und die Kapelle Mannenbach (1470).
Nach dem plötzlichen Tode von Abt Friedrich von Wartenberg 1454 wurde er unmittelbar danach zu seinem Nachfolger als Abt der Reichenau gewählt.